# 31956 Wald
31956 Wald è un asteroide della fascia principale. Scoperto nel 2000, presenta un'orbita caratterizzata da un semiasse maggiore pari a 2,7346104 UA e da un'eccentricità di 0,0322825, inclinata di 2,25778° rispetto all'eclittica.
L'asteroide è dedicato al matematico ungherese Abraham Wald.